# Ганс Дункельберг
Ганс Дункельберг (нім. Hans Dunkelberg; 7 серпня 1918, Мюльгайм — 15 жовтня 1999, Мюльгайм) — німецький офіцер-підводник, оберлейтенант-цур-зее крігсмаріне.

## Біографія
9 жовтня 1937 року вступив на флот. З грудня 1940 року — вахтовий офіцер на есмінці «Ганс Лоді». В червні-жовтні 1942 року пройшов курс підводника. З жовтня 1942 року — 1-й вахтовий офіцери на підводному човні U-406. В лютому-березні 1943 року пройшов курс командира човна. З 15 квітня 1943 по 24 січня 1945 року — командир U-716, на якому здійснив 6 походів (разом 123 дні в морі). В січні-березні 1945 року перебував на лікуванні в Нарвіку, після чого був переданий в розпорядження 13-ї флотилії.
Всього за час бойових дій потопив 2 кораблі загальною водотоннажністю 7254 тонни.
| Дата          | Назва корабля       | Тип                        | Тоннаж | Вантаж | Екіпаж | Загинули | Країна | Конвой |
| ------------- | ------------------- | -------------------------- | ------ | --- | ------ | -------- | ------ | ------ |
| 26 січня 1944 | Andrew G. Curtin    | Торговий пароплав          | 7,200  | 9000 тон генерального вантажу, сталь, 26 мішків пошти і палубний вантаж (2 локомотиви і 2 патрульні торпедні катери) ПТ | 71     | 3        | США    | JW-56A |
| 26 січня 1944 | USS PTC-39 (вантаж) | Патрульний торпедний катер | 54     | |        |          | США    | JW-56A |

## Звання
- Кандидат в офіцери (9 жовтня 1937)
- Морський кадет (28 червня 1938)
- Фенріх-цур-зее (1 квітня 1939)
- Оберфенріх-цур-зее (1 березня 1940)
- Лейтенант-цур-зее (1 травня 1940)
- Оберлейтенант-цур-зее (1 квітня 1942)

## Нагороди
- Нагрудний знак есмінця (1942)
- Залізний хрест
  - 2-го класу (1941)
  - 1-го класу (лютий 1944)
- Нагрудний знак підводника (17 січня 1944)
- Фронтова планка підводника в бронзі (1945)